# HD 134060
HD 134060 är en ensam stjärna i den mellersta delen av stjärnbilden Cirkelpassaren. Den har en skenbar magnitud av ca 6,29 och är mycket svagt synlig för blotta ögat där ljusföroreningar ej förekommer. Baserat på parallax enligt Gaia Data Release 2 på ca 41,6 mas, beräknas den befinna sig på ett avstånd på ca 78 ljusår (ca 24 parsek) från solen. Den rör sig bort från solen med en heliocentrisk radialhastighet på ca 44 km/s.

## Egenskaper
Primärstjärnan HD 134060 är en gul till vit underjättestjärna  av spektralklass G3 IV. Grey et al. (2006) ansatte dock spektralklass G0 V Fe+0,4, vilket anger att den istället skulle vara en solliknande stjärna i huvudserien med överskott av järn i dess yttre atmosfär. Den har en massa som är ca 1,1 solmassor, en radie som är ca 1,2 solradier och har ca 1,6 gånger solens utstrålning av energi från dess fotosfär vid en genomsnittlig effektiv temperatur av ca 6 000 K.
En undersökning 2015 har ej kunnat belägga förekomst av någon följeslagare inom avståndet 22 till 163 AE från stjärnan.

## Planetsystem
Baserat på en 8-årig undersökning med HARPS-spektrografen vid La Silla-observatoriet, tillkännagavs 2011 upptäckten av ett par exoplaneter som kretsar kring stjärnan. Den inre planeten, HD 134060 b, ligger i en snäv, excentrisk bana runt stjärnan med en omloppsperiod på drygt tre dygn. Det andra objektet, HD 134060 c, har en lugnare period på ca 3,2 år och en hög excentricitet.
Stjärnan observerades i några timmar av Rymdteleskopet Spitzer i hopp om att observera en transitering av den inre planeten, men ingen upptäcktes. HD 134060 visar ett överskott av infraröd strålning med en våglängd på 18 μm, vilket tyder på att den kan omges av en varm stoftskiva.
| Planet | Massa              | Halv storaxel (AE) | Siderisk omloppstid (d) | Excentricitet | Inklination | Radie |
| ------ | ------------------ | ------------------ | ----------------------- | ------------- | ----------- | ----- |
| b      | 0,0351 ± 0,0021 MJ | 0,0441± 0,0010     | 3,269555 ± 0,000080     | 0,480 ± 0,034 | -           | -     |
| c      | 0,1507 ± 0,071 MJ  | 2,2263 ± 0,0507    | 1 160,9 ± 27,046        | 0,7 ± 0,19    | -           | -     |